# Promethium-145
Promethium-145 of 145Pm is een onstabiele radioactieve isotoop van promethium, een lanthanide. De isotoop komt van nature niet op Aarde voor.
Promethium-145 ontstaat onder meer bij het radioactief verval van samarium-145.
{\displaystyle {\ce {{^{145}_{62}Sm}->{^{145}_{61}Pm}+{e^{+}}+{\nu }_{e}}}}

## Radioactief verval
Promethium-145 bezit een halveringstijd van 17,7 jaar en daarmee is het de langstlevende radio-isotoop van het element. Het vervalt vrijwel volledig door elektronenvangst naar de stabiele isotoop neodymium-145:
{\displaystyle {\ce {{^{145}_{61}Pm}+{e^{-}}->{^{145}_{60}Nd}+{\nu }_{e}}}}
De vervalenergie hiervan bedraagt 163,37 keV. 
Een verwaarloosbaar klein gedeelte (2,8 × 10−7%) vervalt onder uitzending van alfastraling tot de stabiele isotoop praseodymium-141:
{\displaystyle {\ce {{^{145}_{61}Pm}->{^{141}_{59}Pr}+\,_{2}^{4}\alpha }}}
De vervalenergie bedraagt 2,32221 MeV.
126Pm · 127Pm · 128Pm · 129Pm · 130Pm · 131Pm · 132Pm · 133Pm · 133mPm · 134Pm · 134mPm · 135Pm · 135mPm · 136Pm · 136mPm · 137Pm · 137mPm · 138Pm · 138mPm · 139Pm · 139mPm · 140Pm · 140mPm · 141Pm · 141m1Pm · 141m2Pm · 142Pm · 142mPm · 143Pm · 144Pm · 144m1Pm · 144m2Pm · 145Pm · 146Pm · 147Pm · 148Pm · 148mPm · 149Pm · 149mPm · 150Pm · 151Pm · 152Pm · 152m1Pm · 152m2Pm · 153Pm · 154Pm · 154mPm · 155Pm · 156Pm · 157Pm · 158Pm · 159Pm · 160Pm · 161Pm · 162Pm · 163Pm · 164Pm